# 小田川 (高梁川水系)
小田川（おだがわ）は、高梁川水系の支流で、広島県東北部から岡山県西部を流れる一級河川である。

## 概要
広島県神石郡神石高原町上・光信地区周辺に源を発し、吉備高原を南東方向に流れる。神石高原町南部から福山市北部の山野地区にかけて石灰岩の地質の吉備高原を侵食しながら渓谷を形成し、山野峡（猿鳴峡）を抜けて岡山県井原市に入り、天神峡を抜けて井原市街で東方面に流れを転じた後、笠岡市北端の北川地区や小田郡矢掛町を経て、2023年度末までは倉敷市真備町と総社市との境界部分で高梁川へ注ぐ。平成30年7月豪雨による災害を受け、2023年度末の竣工を目指し、高梁川の合流点をせき止めて約3km下流へ付け替える工事を実施。2023年度末の工事完成後は、倉敷市真備町と総社市の境界部より南方に流れの向きを変え、柳井原貯水池を経て倉敷市水江・同市船穂町・同市西阿知町の境界部で高梁川に合流する。

### 河川データ
- 源流 : 広島県神石郡神石高原町（三和地域）
- 河口 : 岡山県倉敷市
- 河川延長 : 72.9 km （広島県 32.7 km、岡山県 40.2 km ）
- 別名 : 山野川 [注釈 2][注釈 3]、吉井川（芳井川）[注釈 4][注釈 5]、矢田川[注釈 6]
- 支川 : 鴫川・宇戸川・美山川・稲木川等[7]

## 歴史
元和5年まで備中国井原村（現在の井原市井原町）より二派に分かれていた。東西に分流し、東派川は現在の流れに近い流路を、西派川は山裾を西流して、現在の高屋川などと合流して芦田川に流れ込んでいたと考えられている。それを物語るように、井原市の中心市街を形成する井原町の地形は扇状地状となっている。
備後福山藩の初代藩主であった水野勝成が、福山城を築城の際に氾濫の水禍を恐れて、東派川に一本化し、支流の雄神川と合わせて「山野川」と称した。小田川上流にはかつて備後国安那郡山野村（現在の福山市山野町山野）が、雄神川上流はかつて備中国後月郡山野上村（現在の井原市野上町）があった。伊能忠敬の『日本図（中図）』には、「吉井川」と記載され、備中国下道郡矢田村（現在の倉敷市真備町箭田）から南下して浅口郡乙島村（現在の倉敷市玉島乙島）と連島西之浦（現在の倉敷市連島町西之浦）の間にて瀬戸内海（水島灘）へ注ぐ流路が描かれている。明治維新後に現在の河川名である「小田川」に改められた。

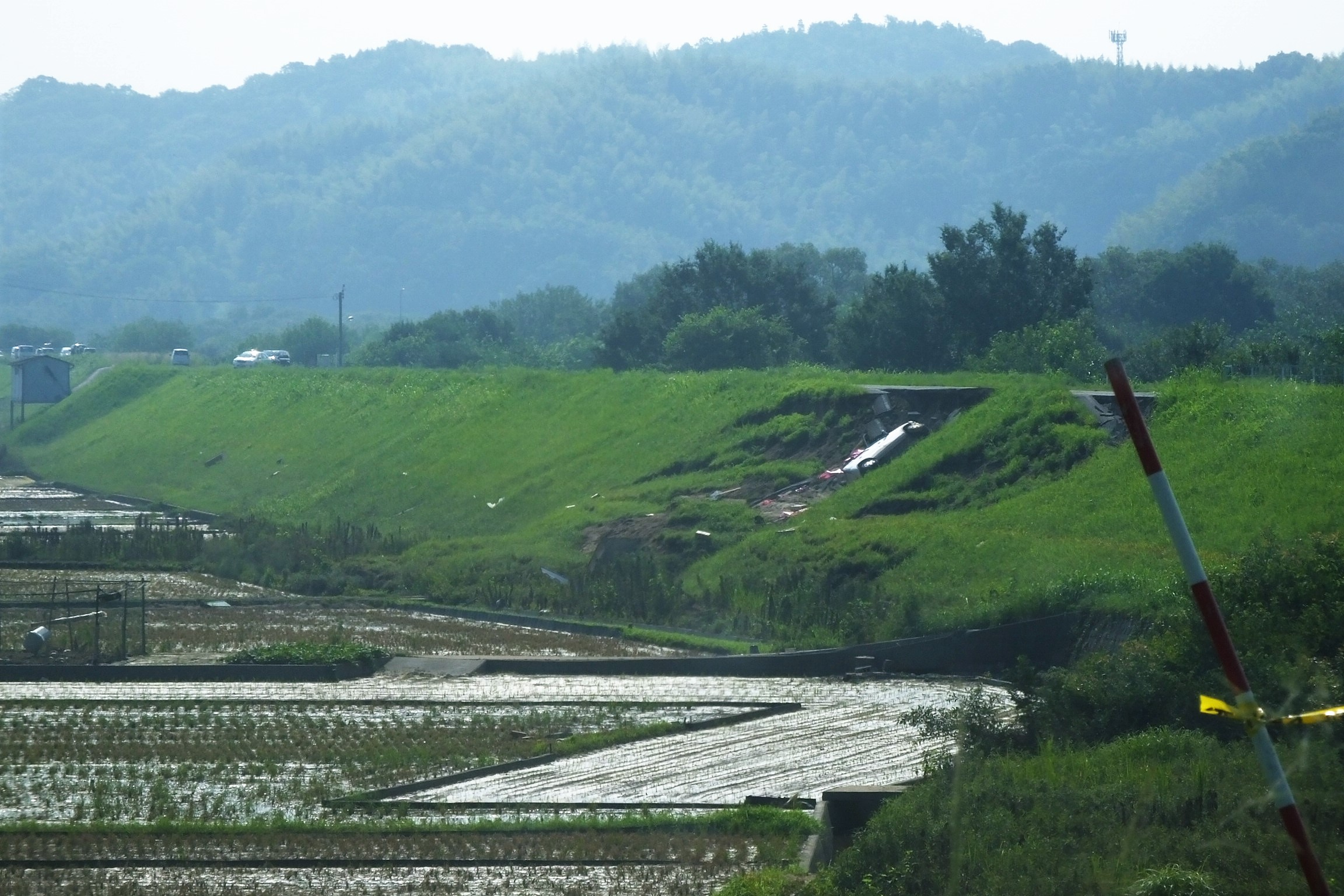
平成30年7月豪雨での堤防決壊現場。

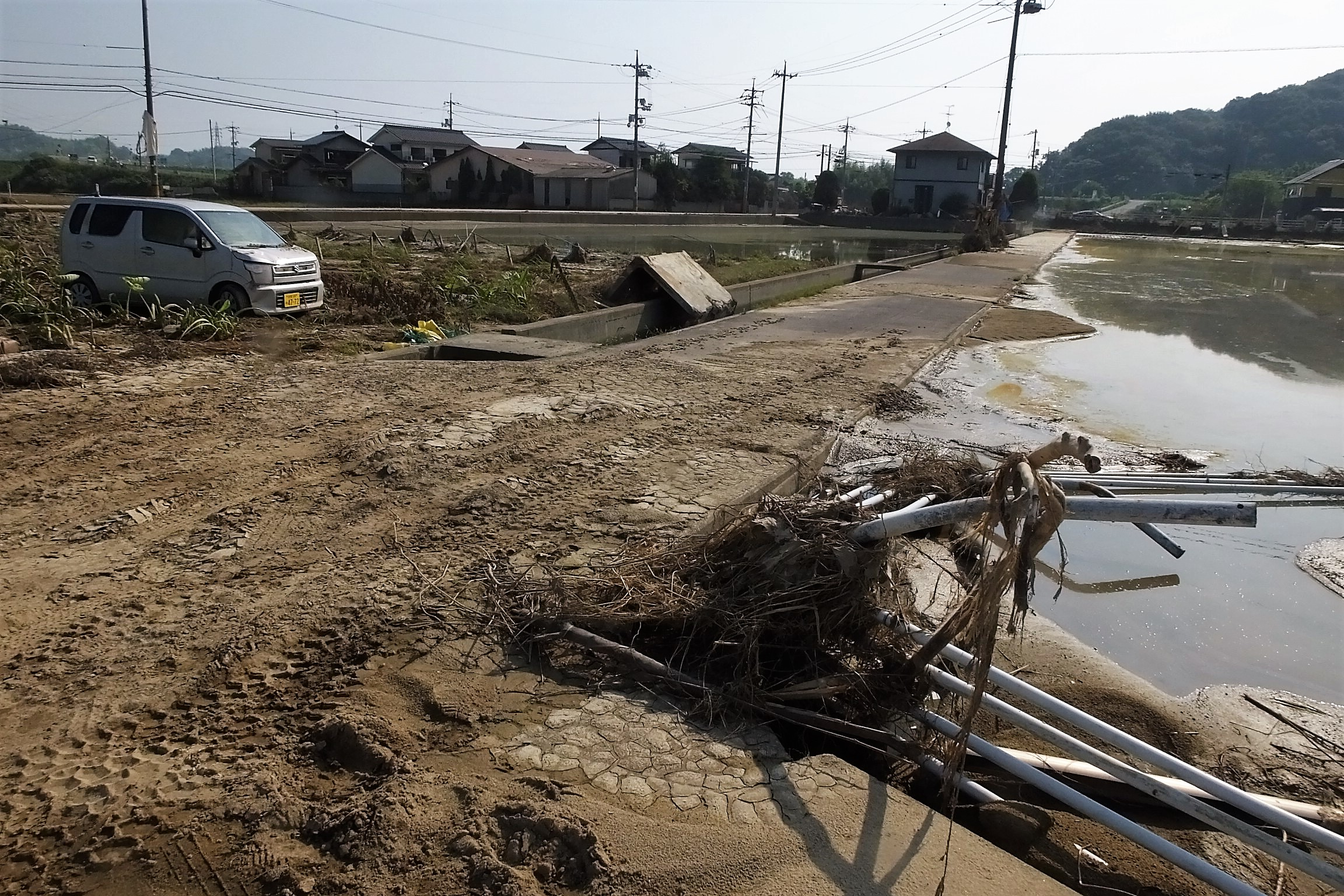
平成30年7月豪雨で大きな被害を出した真備地区

流域では集落や産業が古くから発達。中下流域に沿って旧山陽道が通り、川辺宿、矢掛宿などの宿場町が並び栄えた。また明治時代まで高瀬舟が通じ、旧山陽道の間宿であった今市（現在の井原市西江原町今市）では回船問屋の大坂屋が営業を行っていた。この初代の大坂屋久左衛門は備後福山および水野勝成と関係の深い人物である。なお、中下流域はJR山陽本線や昭和以降の国道2号が傾動地塊を避けて南の旧鴨方往来沿いに通ったことで物流の変化が生じ、衰微した。

### 水害
明治中期から治水工事が行われてきたが、出水時に高梁川の合流点からの逆流でしばしば氾濫を起こす。
20世紀では、1972年7月中旬、昭和47年7月豪雨で氾濫し、流域の岡山県部分のうち3.96平方キロメートルが浸水、床上625棟・床下322棟の建物被害があった。1976年9月の昭和51年台風第17号で、同じく3.89平方キロメートル・床上873棟・床下1034棟が水に浸かった。1979年（昭和54年）・1981年（昭和56年）・1985年（昭和60年）・1998年（平成10年）にも洪水による浸水被害が生じた。
21世紀に入ってからは、2018年7月7日、平成30年7月豪雨で支川の高馬川・真谷川（またにがわ）・末政川を含め8か所で堤防が決壊し、倉敷市真備町の約12平方キロメートルが冠水、4000棟以上の建物に浸水した。原因として、小田川が本川の高梁川に合流する箇所で、バックウォーター現象が発生したものとされる。また、矢掛町では約600棟、井原市では約300棟に浸水被害があった。さらに上流の広島県福山市山野町の山野峡でも氾濫し、キャンプ場が利用不能となる被害があった。
国土交通省は、水害対策として小田川と高梁川の合流点を下流に付け替える工事に着手。川沿いの山を掘削するなどして合流点を約4.6km下流に付け替える工事を行った。

## 地理

### 流域の自治体
- 広島県
  - 神石郡神石高原町、福山市
- 岡山県
  - 井原市、笠岡市、小田郡矢掛町、倉敷市、総社市

### 並行する交通

#### 鉄道
- 井原鉄道井原線

#### 道路
- 国道313号
- 国道486号

## 河川施設

### 計画中止

#### 天神ダム
天神ダム（てんじんダム）は、井原市芳井町の天神峡渓谷に堰堤を構築し、笠岡湾干拓地の灌漑用水や工業用水の確保と発電、小田川の洪水調節を行う多目的ダムとして計画されていた。
1957年（昭和32年）5月に防災ダムとして建設構想があり、1959年（昭和34年）11月の案では、ダム堰の高さ約41メートル、有効貯水量1138万4000立方メートルとし、笠岡湾干拓地への導水は井原市芳井町梶江字飯名（当時は後月郡芳井町大字梶江字飯名）より取水し、延長約11.2キロメートルの導水路をもって笠岡市東大戸で吉田川に放流し、城山下付近に予定されていた遊水池で再び取水して送るという計画であった。
1960年（昭和35年）から概要調査、1964年（昭和39年）から実施設計を経て、1967年度（昭和42年度）から着工予定だったが、建設によりダム下流自治体となる井原市（当時は芳井町未編入）や井原商工会議所が反対。1966年（昭和41年）11月に笠岡湾干拓地への水源確保を高梁川水系成羽川の新成羽川ダムに変更、これにより同年12月に中止となった。

#### 柳井原堰
柳井原堰（やないはらせき）は、倉敷市の柳井原貯水池を貫流するように小田川を付け替え、柳井原貯水池から高梁川への合流部に堰堤を構築し、小田川の治水と水島コンビナートを中心に渇水にあえぐ高梁川下流地域の水源開発を目的にダム（堰）として計画されていた。
1968年（昭和43年）に建設省（当時）が構想を発表したが、建設予定地の自治体の一つであった浅口郡船穂町（当時）が建設に反対。しかし、船穂町は1995年（平成7年）2月に建設省および岡山県との間で柳井原堰建設の覚書を締結し、1997年（平成9年）からの建設に合意、2008年（平成20年）頃に竣工予定だったが、2002年（平成14年）6月10日に当時の岡山県知事であった石井正弘が突如建設中止を表明し、同年秋に国土交通省中国地方整備局に申し入れて中止となった。

## 同名河川
倉敷市と福山市には、同一河川名の二級河川が存在する。他の同名河川は小田川を参照。
- 小田川 (倉敷市児島)
  - 倉敷市児島地区を流れ、瀬戸内海の児島港に注ぐ河川。稗田町北西部に端を発し、柳田町、小川、味野上・味野を経て、児島市街地で瀬戸内海に注ぐ。
- 小田川 (芦田川水系)
  - 芦田川水系の河川。福山市津之郷町北部の山中に端を発し、同市山手町を経て、同市神島町・神島町の境界で河手川に合流する。河手川合流後、約2kmの同市草戸町内で河手川は芦田川と合流。さらに芦田川合流後、約6km南流して芦田川は瀬戸内海に注ぐ。